# Briar (Teksas)
Briar – jednostka osadnicza w Stanach Zjednoczonych, w stanie Teksas, siedziba administracyjna hrabstwa Tarrant.